# Arnold Nipper
Arnold Nipper (* 21. September 1958 in Essen (Oldenburg), Landkreis Cloppenburg) ist ein deutscher Internet-Pionier und einer der Gründer des Frankfurter Internetknotens DE-CIX.

## Leben
Nipper war von 1977 bis 1979 als Flugsicherungsradarmechanikergehilfe bei der Bundeswehr. Anschließend studierte er von 1979 bis 1988 Mathematik, Physik und Informatik an den Universitäten Heidelberg und Mannheim und schloss sein Studium als Diplom-Mathematiker ab.

### Berufliche Tätigkeiten
Von 1989 bis 1993 war er wissenschaftlicher Mitarbeiter der Universität Karlsruhe und arbeitete am Lehrstuhl von Werner Zorn.
Im August 1989 richtete er die erste Internetverbindung der Universität Karlsruhe ein und war maßgeblich bei der Entwicklung des deutschen Wissenschaftsnetzes WiN-IP beteiligt. 1995 gründete er in Frankfurt am Main „das, was zum Herzstück der weltweiten Internet-Infrastruktur wurde: DE-CIX, den weltweit größten Internetknotenpunkt.“ Bis 2015 war er technischer Leiter (COO und CTO) der DE-CIX Management GmbH.
Von 1994 bis 2000 war Arnold Nipper der technische Leiter der Xlink Internet Service GmbH. Xlink war einer der ersten deutschen Internet-Provider. Nach der Übernahme von Xlink durch die niederländische KPN im Jahre 1999 wurde Xlink in KPNQwest Germany GmbH umbenannt.
Arnold Nipper ist zudem ein Vorstandsmitglied der Vereinigung der europäischen Internetknotenpunkte (Euro-IX). Weiterhin ist er einer der Gründerväter und ein Vorstandsmitglied der Internet Exchange Federation.
Arnold Nipper war einer der Gründer der Réseaux IP Européens (RIPE). Als Vorsitzender des Interessenverbund Deutsches Network Information Center (IV-DENIC), einer Vorgängerorganisation der DENIC, hat Nipper eine wichtige Rolle beim Betrieb des ersten Name-Servers für die de-Domain gespielt.
Seit Januar 2013 ist Arnold Nipper vom BMWi in den Beirat „Junge Digitale Wirtschaft“ berufen worden.